# صليب الشرف البوندسوير
صليب الشرف البوندسوبر اصبع تاريخيه

## التاريخ
منذ الحرب العالمية الثانية، أعتبرت ألمانيا جيشها كقوة دفاعية، ولكن خلال التسعينات بدأت ألمانيا تلعب دورًا أكبر مع جيشها داخل الاتحاد الأوروبي. بعد هجمات 11 سبتمبر / أيلول على الولايات المتحدة، انضمت ألمانيا إلى القوة الدولية للمساعدة الأمنية في أفغانستان وواصلت نشر قوات بوندسفير في مناطق تحت ظروف قتالية.
في عام 2007، قدمت لجنة الالتماسات للبوندستاغ توصية لإنشاء للأفراد العسكريين المميزين.  في عام 2008، اقترح إرنست رينهارد بيك، رئيس جمعية الاحتياط الألمانية، إعادة إنشاء الصليب الحديدي. منذ تأسيسها من قبل مملكة بروسيا في عام 1813 حتى عام 1945، اعترف الصليب الحديدي ببسالة الجنود الألمان. ومع ذلك، أثارت الدلالات التاريخية المعينة للصليب الحديدي من الحرب العالمية الثانية انتقادات من بعض الجماعات.  اقترح وزير الدفاع الاتحادي فرانز جوزيف يونج مستوى جديدًا من صليب الشرف للقوات الألمانية للاعتراف بالشجاعة والبسالة في القتال في 13 أغسطس 2008. منح رئيس ألمانيا هورست كولر تصريحًا لهذا الوسام في 18 سبتمبر 2008. في 10 أكتوبر 2008 ، أصبح هذا الوسام قانونًيا عند نشره في الجريدة الرسمية للقانون الاتحادي والجريدة الاتحادية.